# Ludwik Lawin
Ludwik Lawin (ur. 24 stycznia 1908 w Łodzi, zm. 31 grudnia 1984 w Warszawie) – polski architekt krajobrazu, wykładowca akademicki.

## Życiorys
Ludwik Lawin został wcześnie osierocony – podczas I wojny światowej stracił swoich rodziców, w związku z czym zamieszkiwał państwowy zakład wychowawczy w Łodzi. W 1930 ukończył Gimnazjum Humanistycznym im. Mikołaja Kopernika w Łodzi, a następnie ukończył służbę wojskową w podchorążówce piechoty dla rezerwistów. W latach 1934–1935 był wychowawcą w Średniej Szkole Ogrodniczej w Kijanach. W 1935 rozpoczął studia w Szkole Głównej Gospodarstwa Wiejskiego w Warszawie. W 1938 wziął udział w 12. Międzynarodowym Kongresie Ogrodniczym w Berlinie i Essen Ze względu na trudną sytuację materialną oraz wybuch II wojny światowej – przerwał studia na SGGW.
We wrześniu 1939 Lawina mianowano porucznikiem rezerwy oraz dowódcą kompanii sztabowej 8 Pułk Piechoty Legionów. Uczestniczył w bitwie pod Iłżą, a także w bitwie w okolicy Tomaszowa Lubelskiego. Dotarł do Warszawy w wyniku ucieczki z okrążenia swojego oddziału, unikając niewoli. Wiosną 1940 zatrudnił się w Wydziale Plantacji Miejskich w Warszawie, przy zakładaniu ogrodów działkowych. W lipcu 1940 został aresztowany przez Gestapo w Domu Akademiczek przy ul. Tamka wraz z innymi studentami podejrzanymi o konspirację i więziony przez 1,5 miesiąca w Pawiaku. 13 sierpnia 1940 został przewieziony w towarowym wagonie do KL Auschwitz, gdzie z czasem został przeniesiony do obozowego Zentralbauleitung (centralne biuro budowlane) oraz pracował w sekcji fotograficznej, w której wraz z innym więźniem – Tadeuszem Kubiakiem, wykradł 52 odbitki fotograficzne, dokumentujące niemieckie zbrodnie wojenne wykonane przez esesmana Dietricha Kamanna, które następnie mężczyźni zakopali i zapamiętali ich lokalizację celem odkopania ich po wojnie. W 1944 został przeniesiony do obozu pracy w Leonbergu, gdzie pracował w montowni skrzydeł samolotów. Następnie kilkukrotnie był przenoszony pomiędzy obozami przejściowymi, by zostać wyzwolonym przez wojska amerykańskie w marcu 1945 nieopodal Monachium.
Po powrocie do Polski w latach 1945–1946 pracował jako zastępca kierownika Wydziału Planowania Terenów Zieleni Stołecznej Rady Narodowej w Warszawie, a następnie w latach 1946–1949 jako projektant w Pracowni Architektoniczno-Urbanistycznej Warszawskiej Spółdzielni Mieszkaniowej w Warszawie, by w latach 1949–1951 być zatrudnionym jako projektant w Centralnym Biurze Projektów. W międzyczasie wznowił studia uzyskując 6 lipca 1950 tytuł inżyniera ogrodnika i magistra nauk agrotechnicznych w Zakładzie Architektury i Parkoznawstwa na SGGW w Warszawie za pracę dyplomową obejmującą projekt parku ludowego na Szczęśliwicach w Warszawie, pisaną pod kierunkiem Franciszka Krzywdy-Polkowskiego, a po jego śmierci kontynuowaną pod opieką naukową Władysława Niemirskiego. W latach 1951–1961 pracował jako adiunkt na Wydziale Ogrodniczym, w Katedrze Kształtowania i Zdobienia Krajobrazu SGGW w Warszawie, a od 1961 do 1973 był starszym wykładowcą na SGGW.
Ludwik Lawin był członkiem Sekcji Architektury Krajobrazu Warszawskiego Oddziału SARP, a także członkiem Sekcji Dendrologicznej Polskiego Towarzystwa Botanicznego. Ponadto specjalizował się w projektowaniu terenów rekreacyjnych, w tym placów zabaw, ogrodów, terenów sportowych, obszarów okalających tereny służby zdrowa I ogrodów dydaktycznych oraz zieleni na osiedlach mieszkaniowych.
Został pochowany na cmentarzu komunalnym Północnym w Warszawie.

## Upamiętnienie
Odmiana glicynii – Wisteria floribunda ʽLudwik Lawin’ została nazwana przez dra Szczepana Marczyńskiego na cześć Ludwika Lawina, ze względu na jego zamiłowanie do roślin.

## Publikacje
- rozdział „Zieleń terenów sportowych” w publikacji „Urządzenia sportowe” (1959),
- rozdział „Dobór drzew i krzewów pod względem cech plastycznych” w publikacji „Drzewoznawstwo” (1965),
- artykuł „Higiena osiedla i znaczenie zieleni osiedlowej” w czasopiśmie „Biologia w Szkole” 6/1954,
- liczne artykuły w czasopismach „Ogród, Park, Krajobraz” oraz „Ogrodnictwo”,
- około 40 haseł w Wielkiej Encyklopedii Powszechniej PWN[1].

## Realizacje
- Wojewódzki Park Kultury i Wypoczynku w Chorzowie (późn. Park Śląski, 1950–1958, współautor: Władysław Niemirski);
- Białowieski Park Krajobrazowy[2];
- Park Kaskada w Warszawie (1951)[6];
- Ogród Botaniczny PAN w Warszawie (współautor: Aleksander Bartosiewicz)[2];
- Północny Park Kultury w Warszawie (1951)[6],
- Zielone otoczenie Stadionu Śląskiego[3]

## Konkursy
- na projekt koncepcyjny centrum handlowego dla osiedla Saska Kępa w Warszawie (1961, współautorzy: Leszek Klajnert, Alfred Przybylski, Henryk Włodarczyk, Wiesław Żochowski, Zbigniew Pawłowski, Jerzy Salinger, Bogdan Kuś, Zbigniew Serewa, Jerzy Kruszwili, wyróżnienie II stopnia)
- na projekt koncepcyjny zagospodarowania przestrzennego terenów części zachodniej Osi Saskiej w Warszawie (1961, współautorzy: Leszek Klajnert, Alfred Przybylski, Jan Skawiński) – wyróżnienie II stopnia równorzędne[2].

## Odznaczenia
- Medal 10-lecia Polski Ludowej (1955)[7],
- Złoty Krzyż Zasługi (1973)[3].